# دوروتی ام. ریدر

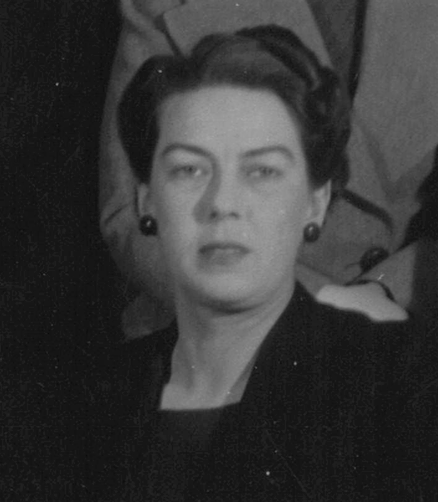
دوروتی ام. ریدر، مدیر کتابخانه آمریکایی در پاریس، حدود سال ۱۹۴۰

دوروتی می ریدر (۲۱ ژوئن ۱۹۰۲–۱۵ مارس ۱۹۵۷) کتابدار آمریکایی بود که زندگی حرفه‌ای خود را وقف خدمات دولتی و عمومی کرد. او به عنوان مدیر کتابخانه آمریکایی پاریس (۱۹۳۶–۱۹۴۱) و مدتی نیز به عنوان مشاور ویژه کتابخانه ملی و وزارت آموزش و پرورش در بوگوتا، کلمبیا خدمت کرد، و توانست اولین کتابخانه امانت رایگان آن کشور را سازماندهی کند (۱۹۴۱–۱۹۴۳). او همچنین بین سالهای ۱۹۴۳ تا ۱۹۴۷ در اروپا به صلیب سرخ آمریکا خدمت کرد و مدتی نیز برای کتابخانه کنگره نیز کار می‌کرد.

## تحصیلات و اوایل زندگی
دوروتی ام. ریدر در ۲۱ ژوئن ۱۹۰۲ در فیلادلفیا، پنسیلوانیا متولد شد. پدرش ساموئل بای ریدر و مادرش لیلیان مای لینگو ریدر بود، وی یک برادر کوچکتر به نام ساموئل بای ریدر جونیور داشت. یک سال پس از تولد او، خانواده ریدر به واشینگتن دی سی نقل مکان کردند، جایی که پدرش به عنوان چاپچی پلیت در اداره حکاکی و چاپ مشغول به کار بود. او در دبیرستان مرکزی در کلمبیا هایتس تحصیل کرد و سپس در ماه مه ۱۹۱۹ از مؤسسه پاول، یک مدرسه شبانه‌روزی دخترانه که توسط وکیل، استاد حقوق، نویسنده و فعال حقوق زنان، نانت بی. پاول، تأسیس شده بود، فارغ‌التحصیل شد. در آنجا آموزش علوم کتابداری و زبان فرانسه فرا گرفت.

### کتابخانه آمریکایی پاریس
ریدر در اروپا اقامت داشت و در سپتامبر ۱۹۲۹ به عنوان دستیار بخش امانت به کارکنان کتابخانه آمریکایی پاریس پیوست و زیر نظر مدیر برتون ای. استیونسون کار می‌کرد. در آن زمان کتابخانه آمریکایی در خیابان الیزه شماره ۱۰ در منطقه هشتم پاریس، روبروی کاخ ریاست جمهوری فرانسه قرار داشت. محل زندگی ریدر در نزدیکی کتابخانه در خیابان ژاکوب شماره ۵۰ در محله سن ژرمن دپره در منطقه ششم پاریس بود.

### کتابخانه کنگره
پس از چندین سال اشتغال در «خدمات دولتی» (۱۹۵۴–۱۹۴۸)، ریدر در اوایل سال ۱۹۵۶ به عنوان دستیار مرجع در کتابخانه کنگره مجدداً منصوب شد.

## مرگ و میراث
ریدر در دسامبر ۱۹۵۶ به دلیل بیماری در مؤسسه ملی بهداشت بستری شد و پس از چند ماه در ۱۵ مارس ۱۹۵۷ درگذشت. مراسم تشییع جنازه او در ۱۹ مارس ۱۹۵۷ در میامی، فلوریدا برگزار شد.
تجربیات ریدر در طول اشغال پاریس در رمان «کتابخانه پاریس» به وسیله نویسنده آمریکایی، جانت اسکیسلین چارلز، به صورت داستانی زیبا نگارش شده است.